# Havraní potok (přítok Teplé)
Havraní potok je levostranný přítok řeky Teplé v okresech Sokolov a Karlovy Vary v Karlovarském kraji. Jeho délka činí 2,2 km.

## Průběh toku
Potok pramení asi 3 km jihovýchodně od Horního Slavkova v okrese Sokolov v nadmořské výšce 600 m. Celý tok se nachází ve Slavkovském lese v CHKO Slavovský les. Hluboce zařízlým údolím prudce klesá východním směrem do údolí Teplé v okrese Karlovy Vary. Nedaleko železniční zastávky Krásný Jez na trati Karlovy Vary – Mariánské Lázně se zleva vlévá do Teplé.